# Coppa Italia 2024-2025 (pallavolo femminile)
La Coppa Italia 2024-2025, 47ª edizione della coppa nazionale di pallavolo femminile, si è svolta dal 29 dicembre 2024 al 9 febbraio 2025: al torneo hanno partecipato otto squadre di club italiane e la vittoria finale è andata per la settima volta, la sesta consecutiva, all'Imoco.

## Formula
La formula ha previsto quarti di finale, semifinali e finale.

## Squadre partecipanti
| Squadra         | Qualificazione                          |
| --------------- | --------------------------------------- |
| AGIL            | 4ª al girone di andata Serie A1 2024-25 |
| Bergamo 1991    | 7ª al girone di andata Serie A1 2024-25 |
| Chieri '76      | 6ª al girone di andata Serie A1 2024-25 |
| Imoco           | 1ª al girone di andata Serie A1 2024-25 |
| Megavolley      | 8ª al girone di andata Serie A1 2024-25 |
| Pro Victoria    | 3ª al girone di andata Serie A1 2024-25 |
| Savino Del Bene | 2ª al girone di andata Serie A1 2024-25 |
| UYBA            | 5ª al girone di andata Serie A1 2024-25 |

## Torneo

### Tabellone
|  | Quarti di finale | Quarti di finale | Quarti di finale |              |   | Semifinali      | Semifinali | Semifinali |  |  | Finale | Finale | Finale |  |
|  |                  |                  |                  |              |   |                 |            |            |  |  |        |        |        |  |
|  | 1                | Imoco            | 3                |              |   |                 |            |            |  |  |        |        |        |  |
|  | 1                | Imoco            | 3                |              |   |                 |            |            |  |  |        |        |        |  |
|  | 8                | Megavolley       | 0                |              |   |                 |            |            |  |  |        |        |        |  |
|  | 8                | Megavolley       | 0                |              | 1 | Imoco           | 3          |            |  |  |        |        |        |  |
|  |                  |                  |                  |              | 1 | Imoco           | 3          |            |  |  |        |        |        |  |
|  |                  |                  | 4                | AGIL         | 0 |                 |            |            |  |  |        |        |        |  |
|  | 4                | AGIL             | 4                | AGIL         | 0 | 3               |            |            |  |  |        |        |        |  |
|  | 4                | AGIL             |                  |              |   |                 |            |            |  |  |        |        |        |  |
|  | 5                | UYBA             | 0                |              |   |                 |            |            |  |  |        |        |        |  |
|  | 5                | UYBA             | 0                |              | 1 | Imoco           | 3          |            |  |  |        |        |        |  |
|  |                  |                  |                  |              |   |                 |            |            |  |  |        |        |        |  |
|  |                  |                  | 3                | Pro Victoria | 0 |                 |            |            |  |  |        |        |        |  |
|  | 2                | Savino Del Bene  | 3                | Pro Victoria | 0 | 3               |            |            |  |  |        |        |        |  |
|  | 2                | Savino Del Bene  |                  |              |   |                 |            |            |  |  |        |        |        |  |
|  | 7                | Bergamo 1991     | 1                |              |   |                 |            |            |  |  |        |        |        |  |
|  | 7                | Bergamo 1991     | 1                |              | 2 | Savino Del Bene | 2          |            |  |  |        |        |        |  |
|  |                  |                  |                  |              | 2 | Savino Del Bene | 2          |            |  |  |        |        |        |  |
|  |                  |                  | 3                | Pro Victoria | 3 |                 |            |            |  |  |        |        |        |  |
|  | 3                | Pro Victoria     | 3                | Pro Victoria | 3 | 3               |            |            |  |  |        |        |        |  |
|  | 3                | Pro Victoria     |                  |              |   |                 |            |            |  |  |        |        |        |  |
|  | 6                | Chieri '76       | 0                |              |   |                 |            |            |  |  |        |        |        |  |

### Risultati

#### Quarti di finale
| 30 dicembre 2024 PalaVerde, Villorba Durata: 1h:22 - Spettatori: 5 230   | Imoco           | 3 - 0 | Megavolley   | 25-18, 25-22, 25-20        |
| 29 dicembre 2024 PalaTerdoppio, Novara Durata: 1h:23 - Spettatori: 3 320 | AGIL            | 3 - 0 | UYBA         | 28-26, 25-18, 25-19        |
| 29 dicembre 2024 PalaWanny, Firenze Durata: 1h:37 - Spettatori: 1 218    | Savino Del Bene | 3 - 1 | Bergamo 1991 | 25-15, 25-16, 23-25, 25-16 |
| 29 dicembre 2024 Arena di Monza, Monza Durata: 1h:14 - Spettatori: 3 983 | Pro Victoria    | 3 - 0 | Chieri '76   | 25-21, 25-20, 25-21        |

#### Semifinali
| 8 febbraio 2025 Unipol Arena, Casalecchio di Reno Durata: 1h:24 - Spettatori: 6 850 | Imoco           | 3 - 0 | AGIL         | 25-21, 25-21, 25-23               |
| 8 febbraio 2025 Unipol Arena, Casalecchio di Reno Durata: 2h:05 - Spettatori: 6 850 | Savino Del Bene | 2 - 3 | Pro Victoria | 21-25, 25-19, 23-25, 25-19, 12-15 |

#### Finale
| 9 febbraio 2025 Unipol Arena, Casalecchio di Reno Durata: 1h:37 - Spettatori: 9 000 | Imoco | 3 - 0 | Pro Victoria | 37-35, 25-20, 25-20 |